# Тагархай
Тагархай (рос. Тагархай) — село Тункинського району, Бурятії Росії. Входить до складу Сільського поселення Толтой.
Населення — 382 особи (2015 рік).

## Персоналії
Уродженцем села є Тулаєв Жамбил Ешейович (1905—1961) — снайпер, Герой Радянського Союзу.